# 周珮
周珮（1447年—？），字鳴玉，直隸松江府華亭縣人，軍籍，明朝政治人物。

## 生平
成化十九年（1483年）癸卯科應天府鄉試第十四名舉人。弘治三年（1490年）中式庚戌科會試第二百七十九名，二甲第七十一名進士。

## 家族
曾祖周士瞻，知縣；祖父周季臨，封編脩；父周輿，翰林院編脩。母朱氏。慈侍下。